# NGC 7296
NGC 7296 este o galaxie situată în constelația Șopârla. A fost descoperită în 14 octombrie 1787 de către William Herschel.